# 王賢誌
王賢誌，BBS（1970年10月20日—），生於香港，籍貫江西南昌，加拿大華人。曾經於加拿大温哥華生活，畢業於卑詩大學。居住於温哥華時曾於華僑之聲任節目主持，後來回流香港，于無綫電視（TVB）及亞洲電視（ATV)工作。曾任歲次戊戌（2018年）東華三院主席，現時為王氏港建執行董事。2019年7月1日獲香港特別行政區政府頒授銅紫荊星章。

## 家庭
王賢誌父親為王氏港建主席兼創辦人王華湘兒子王忠桐，家族資產逾30億港元。藝人鄭嘉穎是其表哥（祖父王華湘和鄭嘉穎外婆是兄妹，即鄭嘉穎母親是其父親王忠桐之表姊妹），而藝人向海嵐是其表姨（母親胡麗明的表妹）。其妹張王賢慧的丈夫張瑞燊與著名歌影視三棲藝人周勵淇（表妹）和名模周汶錡（表姐）是親戚，張瑞燊之母親和周汶錡、周勵淇兩姐妹之母親是姊妹。堂妹王賢詠目前任職攝影師。

## 個人生活
2013年3月24日王賢誌在香港電台同志節目《自己人》中出櫃，表示和一名移居洛杉磯的澳門人相戀4年。2016年8月1日，他與相戀七年、任咖啡師的男友周思聰（Kevin Chow）在加拿大溫哥華结婚。

## 演藝事業
王賢誌在無綫電視（TVB）當藝員不久，便常被派作擔任節目主持，主持過經典節目《翡翠音樂幹線》、《週末任你點》及《K-100》，深受歡迎。後期更常任各大型節目的司儀，尤其大型籌款晚會，但當於2005年開始，隨著新人崔建邦進軍司儀行列，王賢誌認為自己擔任司儀機會減少，於是調往劇組演三四線角色，2007年5月31日主持最後一次《娛樂直播》後離開無綫電視。同年12月，王賢誌為亞視擔任亞洲小姐選美大會司儀。而於2007年至2009年間亦曾為亞視擔任主持過《電視風雲50年》系列。
2011年9月，王賢誌加盟now寬頻電視新成立的娛樂新聞頻道Now觀星台擔任主持，其後更推出了皇牌節目《Vinci’s Code》，訪問過無數名人巨星。

## 其他事業
除演藝工作外，王賢誌另從事中醫藥保健產品生意，任三皇集團有限公司董事總經理，而該公司於2017年12月31日關閉。

## 演出作品

### 節目監製
- 仔仔一堂（2022）
- Boyscation Too (2024)

### 電視劇（無綫電視）
- 樂壇插班生 飾 達明七派（1997）
- 命转情真 饰 金祖荫（1999）
- 妙手仁心II 飾 何志泓（Alan）（2000）
- 妙手仁心III 飾 何志泓（Alan）（2005）
- 翻新大少 飾 郑子俊（Marco）（2005）
- 法證先鋒 飾 鄭曉東（2006）
- 火舞黃沙 飾 閻萬天（2006）
- 寫意人生 飾 呂嘉昇（Ray）（2007）
- 溏心風暴3 飾 Justin Yau（2017）
- 逆天奇案 飾 杜匡珉（2021）
- 逆天奇案2 飾 杜匡珉（2024）

### 節目主持（無綫電視）
- 愛情公開學院（1994）
- 翡翠音樂幹缐（1995-1997）
- 周末任你點（1996-1998）
- K-100（1998-2001）
- 歡樂滿東華（2002-2006，2015-2017）
- 娛樂直播（2006-2007）
- 仔仔一堂（2022）

### 節目主持（亞洲電視）
- 亞洲小姐競選（2007-2009）
- 電視風雲50年（2007-2008）
- 樂壇風雲50年（2008）
- 選美風雲50年（2008）
- 亞姐光輝20年（2008）

### 節目主持（now寬頻電視）
- 102觀星總部（2011-2012）
- Vinci's Code（2012-2014）

### 節目主持（有線電視）
- 問你點算好（2007）

### 節目主持（ViuTV）
- Boyscation Too（2024）

## 名下馬匹
王賢誌曾是香港賽馬會的會員，他的名下馬匹與父親王忠桐一樣皆以「大將」兩字命名，包括「大將風騷」、「大將風雲」、「大將風馳」、「大將風雷」、「大將風速」、「大將風勝」、「大將風皇」。